# Medición a cuatro puntas (método de Kelvin)
El método de medición a cuatro puntas, también conocido como método de Kelvin, es una técnica de medición de impedancia eléctrica que utiliza un voltímetro y un amperímetro para lograr mediciones más exactas de resistencia que al usar la técnica tradicional de medición a dos puntas. El método de medición a cuatro puntas es particularmente útil para la medición de resistencias pequeñas, ya que elimina las contribuciones de las resistencias de cableado y los potenciales de contacto sobre la medición final de la resistencia en cuestión; es por esto que algunos óhmetros de alta precisión se construyen utilizando circuitos similares. Además, el método de Kelvin también es utilizado, por ejemplo, en ciertos tipos de detectores de temperatura resistivos y galgas extensionométricas para regular las pequeñas variaciones en la resistencia de las componentes debido a variaciones de temperatura.

## Método a cuatro puntas

### Problemas de precisión en mediciones a dos puntas

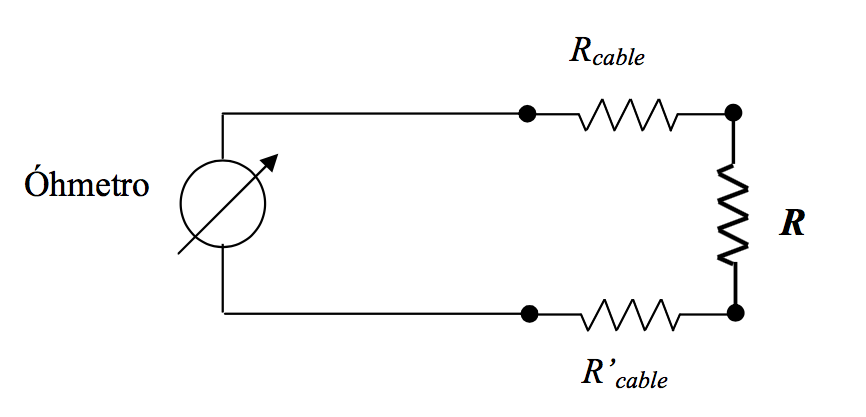
Medición de resistencia a dos puntas. El óhmetro mide las resistencias de cableado en serie con la resistencia incógnita.

El método más común para la medición de resistencias es el método a dos puntas, utilizando un multímetro u óhmetro para medir la resistencia deseada. Sin embargo, la resistencia medida por el instrumento es la suma de las resistencias de cableado y la resistencia incógnita. Cuando se trata de resistencias grandes comparado a la resistencia de cableado, esta desviación es pequeña, por lo que el valor medido será cercano al valor de la resistencia. Por otra parte, para resistencias comparables a las resistencias de los cables y los contactos, el valor medido será lejano al valor de la resistencia, por lo que este método pierde exactitud.
Además, cuando se trata de resistencias pequeñas, se debe tener en cuenta los efectos de los potenciales de contacto que pueden estar presentes por conectar dos metales distintos. Estos potenciales pueden variar tanto con la diferencia de temperatura entre los metales como con la polaridad de la fuente.

### Principio operacional

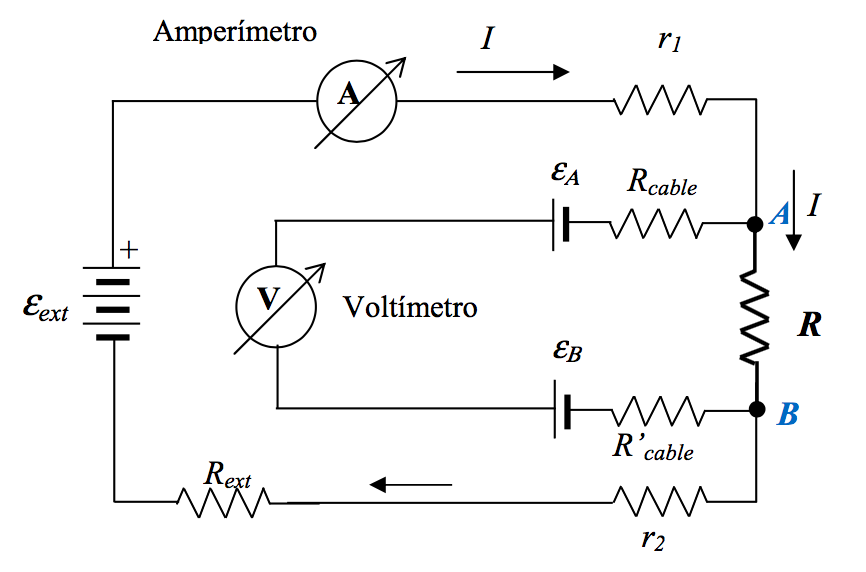
Medición a cuatro puntas de resistencias pequeñas. Los potenciales de contacto y las resistencias de cableado y contacto debido a la conexión del voltímetro se ven modelados en el circuito interno de la figura. También se modelan las resistencias de los cables en el circuito exterior.

El método de medición a cuatro puntas hace uso de dos circuitos vinculados alimentados por una fuente de corriente continua: uno por el cual circula corriente proveniente de la fuente medida con un amperímetro (circuito exterior en el esquema), y otro en paralelo a la resistencia incógnita, que contiene un voltímetro (circuito interior en el esquema). Como los voltímetros poseen una resistencia interna muy grande (usualmente, del orden de los 10 MΩ), prácticamente no circula corriente por el circuito interno. Además, la resistencia de los cables uniendo los circuitos es baja, por lo que la caída de tensión sobre estos es despreciable. Entonces, se tiene una medición:
{\displaystyle V^{+}=\varepsilon _{A}+I^{+}R-\varepsilon _{B}}
donde {\displaystyle \varepsilon _{A}} y {\displaystyle \varepsilon _{B}} representan los potenciales de contacto, y el superíndice (+) indica la polaridad de la fuente en esta primera medición de corriente y tensión. Si invertimos la polaridad de la fuente, identificando la corriente y tensión medidas en este caso con superíndice (–), medimos entonces
{\displaystyle V^{-}=-\varepsilon _{A}+I^{-}R+\varepsilon _{B}}
donde {\displaystyle V^{-}} es el módulo de la tensión medida por el voltímetro, ya que este se encuentra conectado para medir tensiones positivas cuando la fuente se polariza en el sentido de la primera medición. Sumando las dos expresiones, se obtiene
{\displaystyle V^{+}+V^{-}=(I^{-}+I^{+})R}
De esta expresión es posible despejar una expresión del valor de la resistencia deseada únicamente en términos de los valores de corriente y tensión medidos al polarizar la fuente en sentidos contrarios:
{\displaystyle R={\frac {V^{+}+V^{-}}{I^{-}+I^{+}}}}
De esta manera, el método de medición a cuatro puntas permite medir resistencias pequeñas, ya que elimina la contribución de la resistencia de cableado en la medición y de los potenciales de contacto. Además, es conveniente utilizar una fuente que regule la corriente de alimentación del circuito, manteniendo una dada tensión entre sus extremos, y fijando un límite para la corriente alimentada Esto permitirá limitar la potencia disipada por el circuito a los límites permitidos por los instrumentos y elementos mediante la corriente máxima de alimentación y {\displaystyle R_{ext}}, y al mismo tiempo trabajar con una tensión constante sobre el circuito.

## Medición de la resistividad de materiales
La resistividad de un material mide la capacidad de flujo de electrones a través de este. Su valor se mide en unidades de resistencia por longitud (Ω•m) y, en el caso de materiales con sección transversal uniforme, se calcula mediante
{\displaystyle \rho ={\frac {S}{l}}R}
siendo {\displaystyle R} la resistencia del material, {\displaystyle S} su sección eficaz (área de sección trasversal) y {\displaystyle l} su longitud.
En el caso de cables cilíndricos, su sección eficaz es {\displaystyle S={\frac {\pi \phi ^{2}}{4}}}, siendo {\displaystyle \phi } el diámetro del cable. Cuando se trata con cables de metales conductores con baja resistencia, como el cobre, es posible calcular la resistividad del material utilizando el método de medición a cuatro puntas para medir la resistencia. Entonces, la resistividad del material del cual está hecho el cable será
{\displaystyle \rho ={\frac {\pi \phi ^{2}}{4l}}\cdot {\frac {(V^{+}+V^{-})}{(I^{-}+I^{+})}}}
Cabe destacar la importancia de la geometría de la muestra en cuanto a su largo y particularmente su diámetro, ya que si dichos parámetros son muy pequeños se tiene una incertidumbre de medición grande, por lo tanto limitaría la exactitud del cálculo de su resistividad.

## Medición del coeficiente de temperatura de un material
El coeficiente de temperatura determina cuánto varía la resistencia de un material ante cambios en la temperatura. Al aumentar la temperatura los iones que conforman la muestra vibran alrededor de su posición de equilibrio, logrando así que se incremente su sección eficaz. Por consiguiente, al aumentar la sección eficaz, aumenta también su resistividad. Además, en el caso de metales, la resistencia aumenta a medida que aumenta la temperatura, por lo que aumenta también su resistividad. De esto se concluye que en una muestra de un material conductor la resistividad y resistencia aumentan con la temperatura. En el caso en que la resistencia varíe poco en el intervalo de temperaturas estudiado, esta variación se puede aproximar linealmente por
{\displaystyle R(T)=R_{0}(1+\alpha \cdot \Delta T)}
en la cual {\displaystyle R_{0}} es la resistencia del material a una temperatura de referencia, {\displaystyle \Delta T} es la diferencia de temperatura del material respecto a la temperatura de referencia, y {\displaystyle \alpha } el coeficiente de temperatura de resistencia eléctrica para la temperatura de referencia.
En el caso de conductores, los coeficientes de temperatura son pequeños. Midiendo a cuatro puntas la resistencia del material a distintas temperaturas es posible, entonces, lograr calcular el coeficiente de temperatura del material con mayor precisión que utilizando mediciones a dos puntas, ya que es posible detectar pequeñas variaciones en la resistencia.

## Método de Wenner

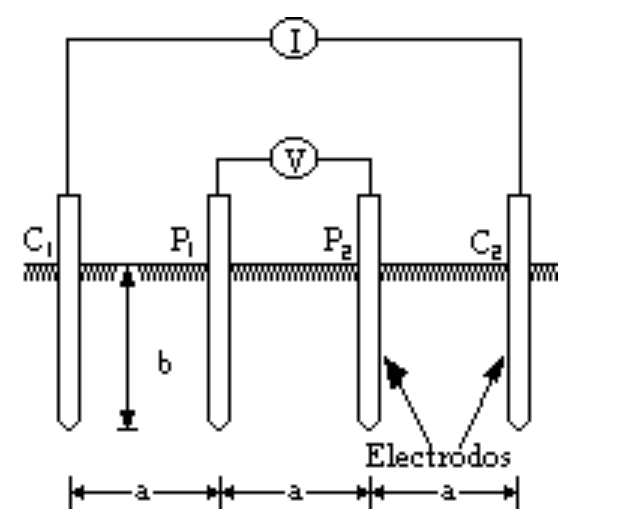
Método de Wenner: disposición de los electrodos. La corriente se inyecta a través de los electrodos exteriores y el potencial se mide a través de los electrodos interiores.

El método de Wenner, desarrollado en 1915 por Frank Wenner, se basa en los mismos principios que el método de Kelvin, pero se lo utiliza para medir la resistividad del suelo, valor que es importante saber para determinar diseños de la conexión a tierra de instalaciones en campo abierto como, por ejemplo, una planta generadora.
La medición consta de insertar 4 electrodos en línea recta, a igual distancia cada uno y a igual profundidad del suelo. Las mediciones de resistividad no dependerán del material de los electrodos, en cambio sí dependerán del contacto que hagan con la tierra, de la distancia entre estos y de la resistividad propia del terreno. Al inyectarse una corriente directa o de baja frecuencia entre los electrodos C1 y C2 mientras que la diferencia de potencial se mide entre los electrodos P1 y P2. La relación entre la corriente y la tensión nos dará la resistencia del suelo. La resistividad resultante será una función de dicha resistencia y la geometría del electrodo. Si la distancia enterrada es pequeña en comparación a la distancia entre electrodos, entonces la resistividad puede aproximarse por
{\displaystyle \rho =2\pi a\cdot R}
donde {\displaystyle \rho } es la resistividad promedio a la profundidad de enterrado de los electrodos, {\displaystyle a} es la distancia entre los electrodos, y {\displaystyle R} la resistencia entre los electrodos interiores.